# 아미란 토티카슈빌리
아미란 미헤일리스 제 토티카슈빌리(조지아어: ამირან მიხეილის ძე ტოტიკაშვილი, 러시아어: Амиран Михайлович Тотикашвили 아미란 미하일로비치 토티카시빌리[*], 1969년 7월 21일~)는 조지아의 전직 유도 선수이다. 1988년 하계 올림픽에서 남자 엑스트라라이트급 동메달을 획득했으며 세계 선수권 대회에서 금메달 1개를 획득했다.